# روز شحفة
رُوز عطا الله شَحْفة (1890 - 6 أغسطس 1955) ناشطة في حقوق المرأة، وشاعرة لبنانية. ولدت في بيروت ونشأت بها. تعلمت في المدرسة الأمريكية ببيروت ومدرسة الإنجليزية في برمانا. غادرت وطنها إلى دمشق سنة 1909 وسكنت فيها حتى 1925 حيث قامت بنشاط في الأوساط النسوية والأندية الأدبية التي كانت تدعوها للخطابة. تعد من الرائدات الحركة الفكرية النسوية في عصر النهضة العربية. كانت من أبرز الوجوه النسائية التي عملت في حقل الجمعيات والمؤسسات المختلفة حتى تولت عام 1944 رئاسة الاتحاد النسائي اللبناني. ألقت في حياتها العديد من الخطب والمحاضرات في أندية سوريا ولبنان ومصر، وكتبت بعض المقالات في مواضيع اجتماعية. جمع أعمالها جرجي نقولا باز في كتاب أسماه «وحي الأمومة» ونشره عام 1950.

## سيرتها
ولدت روز عبد الله عطا الله في بيروت مركز سنجق بيروت وعاصمة ولاية بيروت العثمانية أو يقال في الشويفات سنة 1890 ونشأت بها. تعلمت في مدارس الأميركان في بيروت ومدارس الإنكليز في برمانا.

وعندما تزوجت سنة 1909 من سرحان شحفة وهو سوري، غادرت بيروت معه إلى دمشق حيث قامت بنشاط ملحوظ في الأوساط النسائية والأندية الأدبية التي كانت تدعوها للخطابة، وانتسبت للجمعيات النسائية حيث ما لبثت أن أحتلت مراكز القيادة وقد تولت رئاسة نادي السيدات في دمشق. وبقيت فيها إلى 1925. ثم عادت إلى بيروت حيث أقامت مع أسرتها وانضمت إلى عدة جمعيات نسائية وتدرجت إلى مراكز القيادة، بوصفها ناشطة وموجهة ومنظّمة، فتولت رئاسة جمعيات أمهات بنات الأهلية وانتخبت سنة 1943 رئسية الاتحاد النسائي اللبناني.

توفيت روز شخفة في مصيفها في بيت مري، صباح يوم 6 أغسطس (آب) 1955.

## نشاطها
كانت روز عطا الله شحفة ناشطة في مجالات الكتابة وتعزيز حقوق المرأة. كما كتبت للعديد من المجلات والصحف في عصرها، بما في ذلك «العروس» و«صوت المرأة» وغيرها. ترأست العديد من المنظمات النسائية في سوريا ولبنان. كما ألقت محاضرات في العديد من الجامعات في الدول العربية، من مصر إلى سوريا، وحضرت مؤتمرات نسائية في لبنان وحول العالم.

في كتابها «وحي الأمومة» وهي مجموعة لخطب القيت في مناسبات ومقالات نشرت في صحف ومجلات جمعها جرجي نقولا باز سنة 1950، وضحت شيئًا عن نشاطها في المرحلة من حياتها أمضتها في دمشق من 1909 إلى 1925. ضم جرجي باز أربعين خطابًا وعشر مقالات في الكتاب.

دعت في خطبها ومقالاتها إلى الإصلاح والتحسين والنهوض والاستقلال للمرأة العربية، وإلى التضحية في سبيل الحقوق والواجبات. «وكانت كل ما تكتب معتدلة، واضحة الفكر، صريحة البيان، واسعة الخيال، كثيرة الأماني، سامية الآمال..كما عالجت كثيرًا من القضايا الأدبية، فتحدثت عن الوراثة وإصلاح النسل، وواجبات المرأة في هذا العصر... وكانت مصلحة اجتماعية قبل أن تكون كاتبة وأديبة...»  ختمت كتاب «وحي الأمومة» بقولها:

## جوائزها
- 1946: نالت وسام الاستحقاق اللبناني الأول المذهب، قلدها إياه بشارة الخوري في حفلة اليوبيل الفضي للاتحاد النسائي اللبناني.[1]

## وفاتها
توفيت روز شحفة في بيت مري، بتاريخ 6 أغسطس 1955م، عن عمر 65 عامًا.